# Balthazar Nicolai Garben

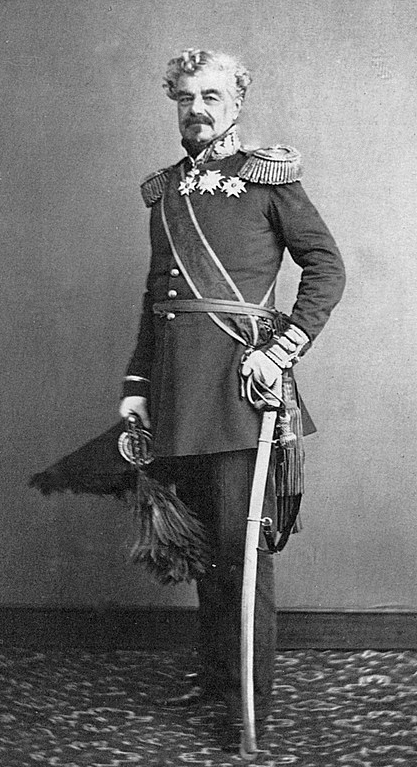

Balthazar Nicolai Garben, född 1794 i Sparbu, död 1867, var en norsk arkitekt och ingenjörsofficer. Han uppförde omkring 1830 flera byggnader på Fredrikstens fästning samt Tungegården och Fredrikshalds teater i Halden, och på 1850-talet Hortens befästningar med Citadellet och fortet Norske løve ("Norska lejonet"). De första byggnaderna präglades av klassicismen, de senare av nyromantiken.
Garben medverkade även vid bland annat anläggandet av Hovedbanen och Sarpsborgs stadsplan. Han var kammarherre hos Karl Johan 1839 och medlem av interimsregeringen i Stockholm under Oscar I:s sjukdom. Han blev generalmajor 1851.